# Bart Straalman
Bart Straalman (* 22. August 1996 in Winterswijk, Gelderland) ist ein niederländischer Fußballspieler der die Jugendmannschaften U17 bis U21 von BV De Graafschap aus Doetinchem durchlief und von 2014 bis 2019 als Abwehrspieler für die erste Mannschaft von BV De Graafschap als professioneller Fußballspieler auflief. Er spielte auch für Sarpsborg 08 FF in Norwegen, für AF Rodez und Grenoble Foot in Frankreich.

## Karriere als Fußballspieler

### Ligafußball
Seine Karriere als Profi startete er in der A-Junioren Eredivisie in der Saison 2013/14 mit einem Spieleinsatz für BV De Graafschap. Danach wechselte er in die Seniorenmannschaft von BV De Graafschap und lief in der Eerste Divisie in der Saison 2014/15 bei 24 Ligaspielen und fünf Playoff-Spielen auf. Er erreichte den Aufstieg in die Eredivisie und lief in der Saison 2015/16 in 19 Ligaspielen auf und erzielte zwei Tore. Am Ende der Saison nahm er an zwei Spielen teil an deren Ende er mit BV De Graafschap wieder in die Eerste Divisie abstieg. In der Saison 2016/17 spielt Straalman in fünf Spielen in der Derde Divisie, bevor er wieder in der Eerste Divisie in 22 Spielen auflief mit drei erzielten Toren. Die folgende Saison 2017/18 verlief ähnlich, er lief in vier Spielen der Derde Divisie auf und im Anschluss in der Eerste Divisie in 23 Spielen für BV De Graafschap aufzulaufen. Es wurden die Playoff-Spiele erreicht, bei denen Straalman zu weiteren vier Spieleinsätzen kam und der Aufstieg in die Eredivisie gefeiert wurde. In der Saison 2018/19 kam er auf 26 Spiele und einem Tor in der Eredivisie für seinen Verein. Zur Saison 2019 wechselte er nach Norwegen in die Eliteserien zu Sarpsborg 08 FF und lief in zwei Spielen auf. Nach diesem kurzen Engagement wechselte Straalman in die französische Ligue 2 zu AF Rodez und kam in der Saison 2019/2020 zu vier Spieleinsätzen. Zur folgenden Saison 2020/21 wechselte er zum Ligakonkurrenten Grenoble Foot und lief in 19 Spielen der Ligue 2 auf. In der Saison 2021/22 fiel er ab dem 2. Spieltag verletzungsbedingt den Großteil der Hinrunde aus und absolvierte 15 Spiele für Grenoble Foot, ehe er sich kurz vor Saisonende erneut verletzte und fast die gesamte kommende Spielzeit 2022/23 ebenfalls ausfiel. Im Sommer 2023 verließ er den Verein und schloss sich nach halbjähriger Vereinslosigkeit im Januar 2024 dem tschechischen Zweitligisten MFK Vyškov an.

### Pokalspiele
Bart Straalman nahm mit BV De Graafschap am KNVB-Pokal in der Saison 2014/15 mit einem Spiel und
in der Saison 2015/16 ebenfalls mit einem Spiel teil. In der Saison 2017/18 hatte er keinen Spieleinsatz und in der Saison 2018/19 lief er in zwei Spielen auf. Nach dem Wechsel nach Frankreich nahm Straalman am französischen Fußballpokal mit zwei Spieleinsätzen für Grenoble Foot teil. Insgesamt bestritt er sechs Pokalspiele ohne ein Tor zu erzielen.